# I skymningslandet
I skymningslandet är en novell av Astrid Lindgren. Den utspelar sig i en fantasimiljö och räknas som en barnbok eller fantasynovell. Berättelsen publicerades för första gången i novellsamlingen Nils Karlsson Pyssling utgiven av Rabén & Sjögren.

## Handling
I boken får vi möta en pojke, Göran, som är sängbunden på grund av att han har ont i ett ben.  Varje skymning knackar herr Liljonkvast på rutan, och sedan tar han ut pojken på alla möjliga äventyr i Stockholm - men bara under skymningstimmen.  Och inget spelar någon roll i skymningslandet, inte ens ett ben man har så ont i att man inte kan gå på det. Allt är möjligt i skymningslandet. "Det spelar ingen roll, spelar ingen roll i skymningslandet."

## Om boken
Herr Liljonkvast var en fantasikompis till Lindgrens dotter Karin. Hon menade att ingen annan kunde se honom eftersom han flög iväg och gömde sig bakom tavlorna ifall någon annan kom in i samma rum. Berättelsen om Skymningslandet var från början skriven för radio, men utgavs ut i novellsamlingen Nils Karlsson Pyssling, 1949. Några år senare fick Herr Liljonkvast komma tillbaka igen, men den här gången hade han lagt sig till med några mindre trevliga egenskaper; han hade blivit lite mer egotrippad och tjurig och fått en propeller på ryggen. Lindgren döpte nu om honom till Karlsson på taket. 1994 blev berättelsen en bilderbok, vilken illustrerades av Marit Törnqvist.
Berättelsen uppfyller litteraturprofessorn Maria Nikolajevas kriterier för en fantasynovell bland annat genom att gränsen mellan den fysiska världen och fantasivärlden (här: Skymningslandet) luckras upp under en viss tid (här: skymningen).